# Wygnańczyce
Wygnańczyce (niem. Weigmannsdorf) – wieś w Polsce położona w województwie lubuskim, w powiecie wschowskim, w gminie Wschowa. Wieś jest siedzibą sołectwa Wygnańczyce, w którego skład wchodzi również miejscowość Pszczółkowo.

## Historia
Na dzisiejszym obszarze miejscowości odkryto kilka śladów osadniczych kultury łużyckiej. Wygnańczyce założono w średniowieczu, miejscowość ma charakter ulicówki. Wsią władali m.in. członkowie rodu von Seher-Thoss oraz Opalińscy herbu Łodzia. Na początku XIX wieku właścicielem Wygnańczyc został Joseph Jonemann, który jest autorem polskojęzycznej kroniki wschowskiej. We wsi znajdował się graniczny kościół (lub kaplica) ewangelicki, zamknięty w 1719 roku, pozostałością po nim są płyty epitafijne Seherr-Thossów na cmentarzu we Wschowie w Lapidarium Rzeźby Nagrobnej, a także dwór, zbudowany prawdopodobnie w XVIII wieku, niezachowany, zniszczony w 1945 roku. W 1913 roku otworzono stację kolejową  Weigmannsdorf (została przemianowana na Wygnańczyce); po jej likwidacji pozostały zabytkowe zabudowania stacyjne. Po społeczności ewangelickiej pozostał zabytkowy cmentarz. 
Nad jeziorem Dąbie (niem. Damm-See) znajduje się baza wypoczynkowa hufca ZHP Lubin. 
W latach 1975–1998 miejscowość administracyjnie należała do województwa leszczyńskiego.
25 czerwca 2009 roku sołectwo zamieszkiwało 173 mieszkańców.

## Galeria

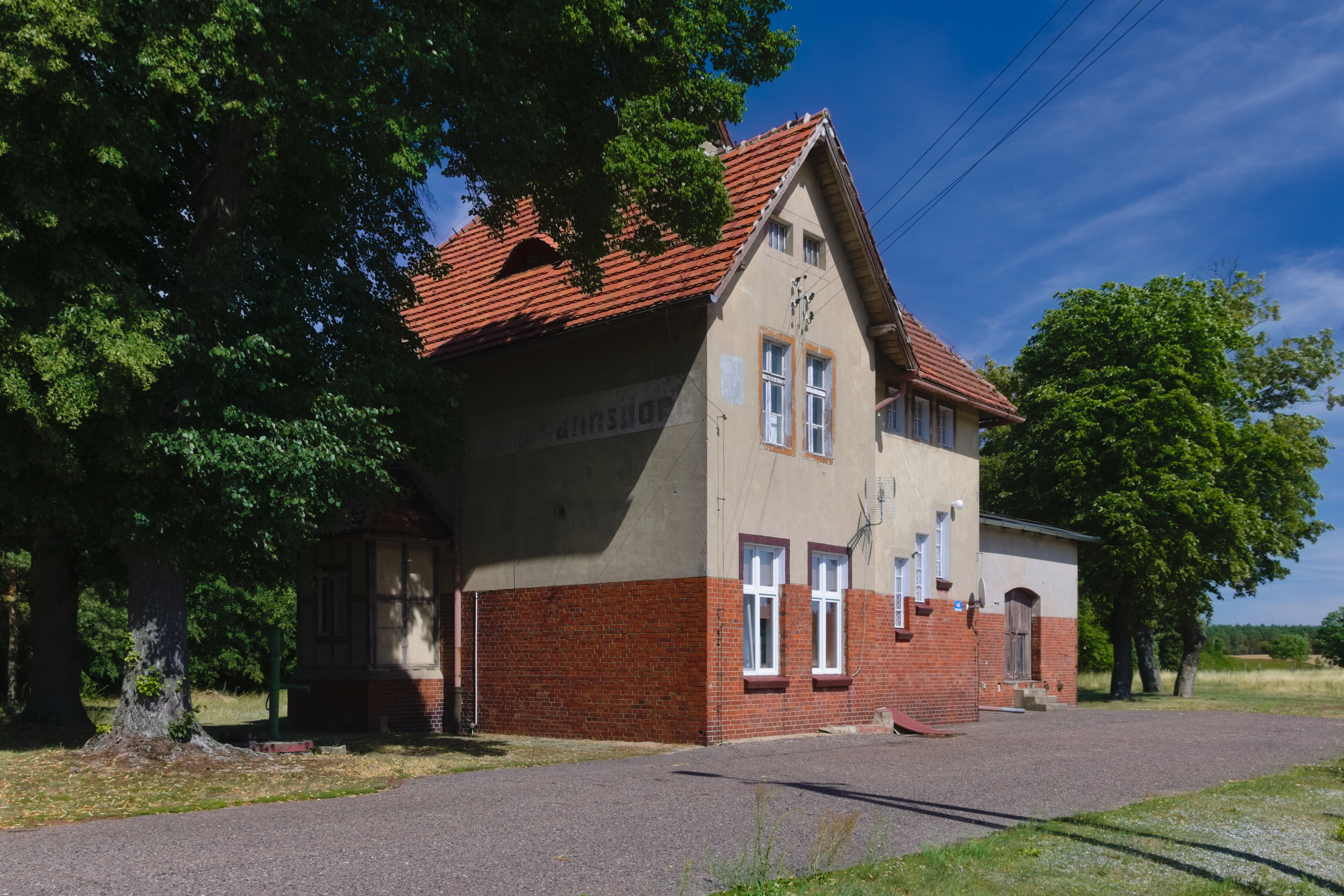
Dawny budynek dworca kolejowego (2022)
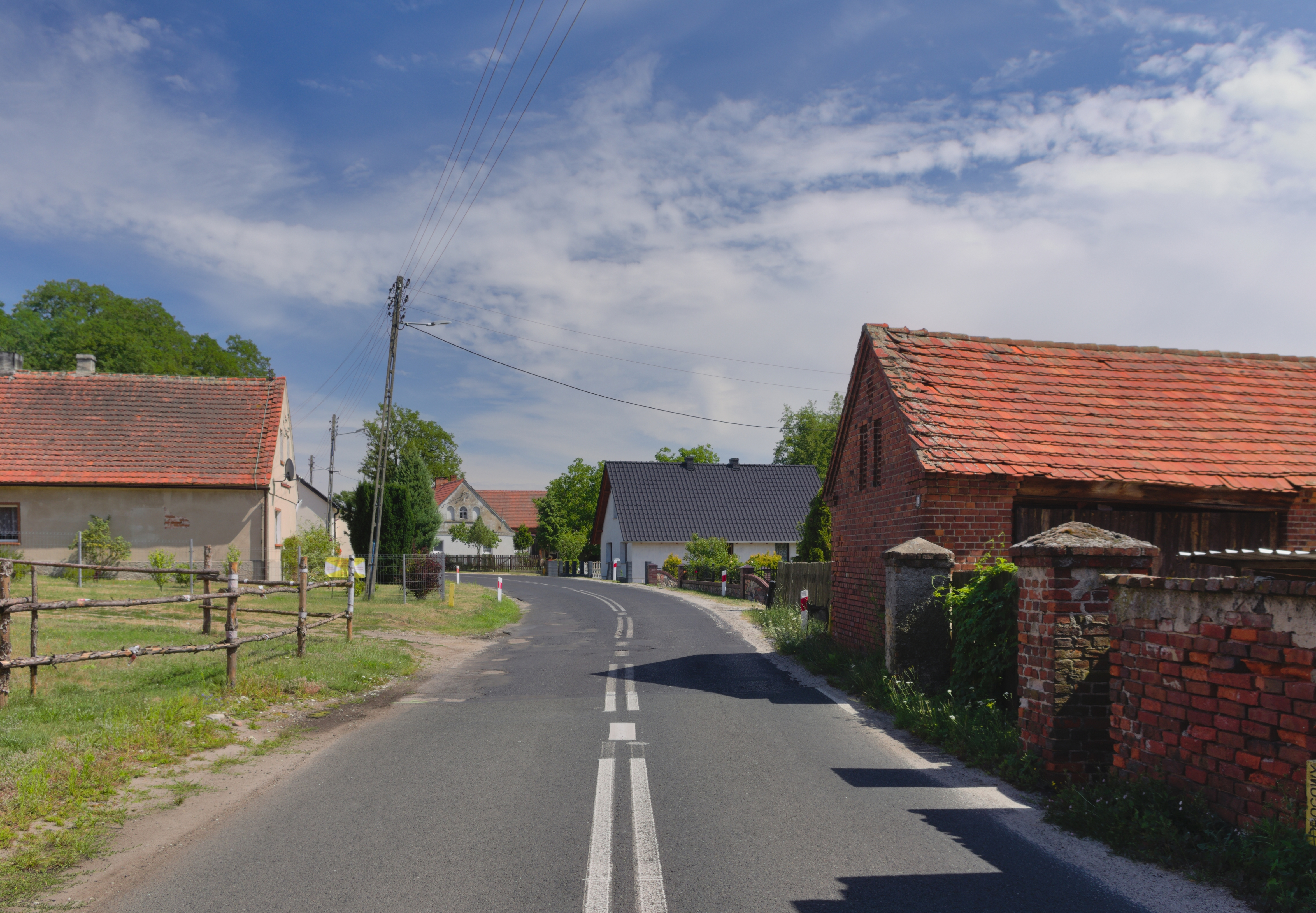
Droga wojewódzka nr 278, z prawej gospodarstwo nr 16 (2022)
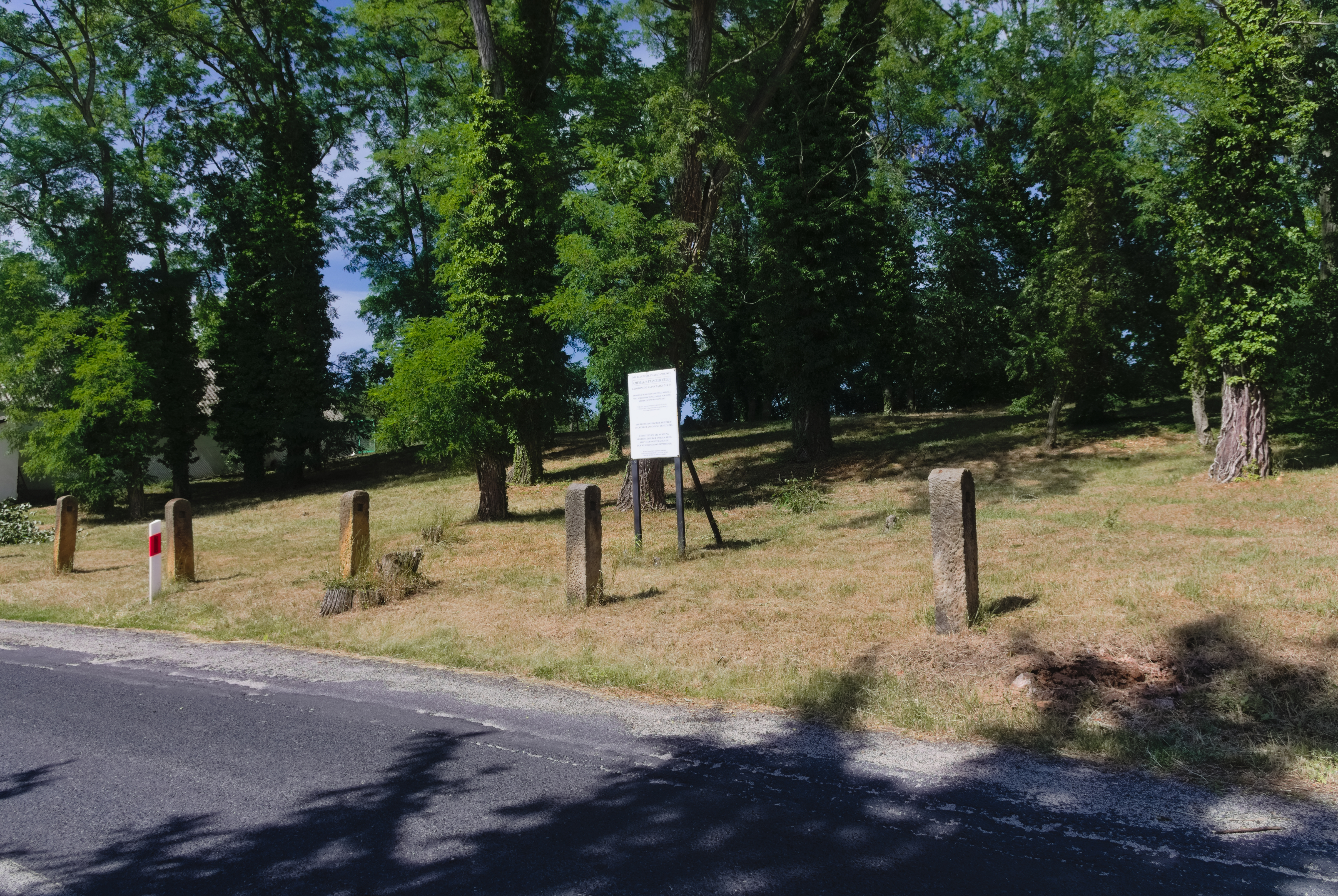
Teren cmentarza ewangelickiego (2022)
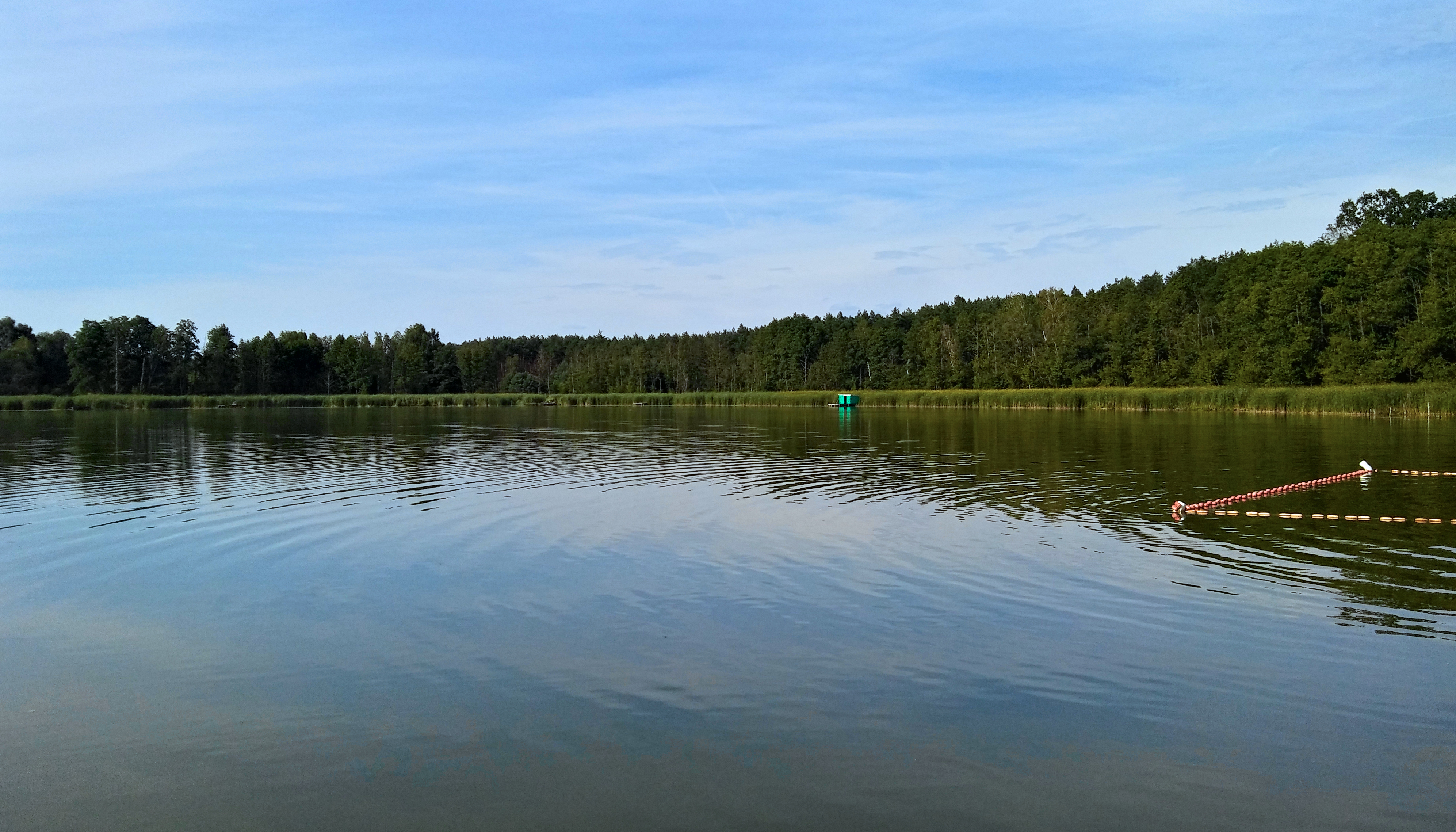
Jezioro Dąbie od strony Wygnańczyc (2019)